# Otzoloapan (municipi)
Otzoloapan és un municipi de l'estat de Mèxic. Otzoloapan és el cap de municipi i principal centre de població d'aquesta municipalitat. Aquest municipi és a la part occidental de l'estat de Mèxic. Limita al nord amb el municipi de Ixtapan del Oro, al sud amb Luvianos, a l'oest amb Michoacán i a l'est amb Zazazonapan.